# Lepanthes fratercula
Lepanthes fratercula är en orkidéart som beskrevs av Carlyle August Luer och Béhar. Lepanthes fratercula ingår i släktet Lepanthes och familjen orkidéer.
Artens utbredningsområde är Guatemala. Inga underarter finns listade i Catalogue of Life.